# Беланда, Юнес
Юне́с Беланда́ (араб. يونس بيلهاندا‎, фр. Younès Belhanda; 25 февраля 1990, Авиньон, Франция) — марокканский футболист, атакующий полузащитник клуба «Эш-Шамаль». Выступал за сборную Марокко. Участник Кубка африканских наций 2012 года.

## Биография
Юнес Беланда родился во французском городе Авиньон в марокканской семье, где помимо него было ещё пятеро детей. Футболом Беланда начал заниматься в возрасте 7-и лет в клубе «Арамонуа». В октябре 1998 года Юнес стал заниматься в клубе своего родного города. Летом 2003 года Юнесом, игравшим тогда на позиции защитника, заинтересовались многие клубы, среди которых были марсельский «Олимпик», «Монако», «Сент-Этьен» и «Монпелье». Молодой игрок даже подписал контракт с «Сент-Этьеном», но его родители настояли на том, чтобы он поехал в Монпелье, который располагался намного ближе к Авиньону.

### Клубная карьера

#### «Монпелье»
В сезоне 2007/08 Беланда дебютировал в составе второй команды клуба, которая выступала в любительском чемпионате Франции, четвёртом по силе дивизионе. В следующем сезоне Юнес отыграл за второй состав в 21-м матче и отличился одним голом, а также стал обладателем Кубка Гамбарделлы. В начале июля 2009 года он начал тренироваться с первой командой. А уже в конце месяца Беланда подписал свой первый профессиональный контракт с клубом, рассчитанный на 3 года.
8 августа 2009 года в матче 1-го тура чемпионата Франции с «Пари Сен-Жермен», который завершился ничьей со счётом 1:1, Юнес Беланда дебютировал в официальных матчах за «Монпелье». Уже через месяц в матче 6-го тура с марсельским «Олимпиком» Юнес забил свой первый гол за клуб, который, однако, не спас его клуб от поражения со счётом 2:4. В начале 2010 года в матче с «Монако» Юнес получил две жёлтые карточки и был удалён с поля на 72-й минуте матча. Всего в своём первом сезоне Юнес принял участие в 33-х играх чемпионата и забил 1 гол, а «Монпелье», заняв 5-е место, попал в третий квалификационный раунд Лиги Европы.
29 июля 2010 года в выездном матче третьего квалификационного раунда Лиги Европы с венгерским «Дьёром», который завершился победой французов со счётом 1:0, Юнес Беланда дебютировал в еврокубках. Однако, в домашнем матче «Монпелье» проиграл основное время с таким же счётом, а в серии пенальти уступил со счётом 3:4 и вылетел из дальнейшего розыгрыша. Несмотря на вылет из Лиги Европы уже в середине августа, Юнес продлил свой контракт с клубом ещё на 2 года. В течение сезона Юнес был признан лучшим игроком клуба в октябре, феврале и марте. Всего за весь сезон Беланда забил 3 гола в 36-и матчах чемпионата Франции, но «Монпелье» выступил неудачно и занял лишь 14-е место. Зато успех сопутствовал клубу в розыгрыше кубка французской лиги, где клуб дошёл до финала, пройдя по пути «Аяччо», «Лилль» и «Пари Сен-Жермен». Но в самом финальном матче «Монпелье» уступил марсельскому «Олимпику» со счётом 0:1.
Следующий сезон начался для Юнеса с того, что его признали лучшим игроком клуба в августе, несмотря на то, что в матче 4-го тура чемпионата с «Лионом», который был проигран со счётом 1:2, Юнес был удалён на 82-й минуте. В декабре Беланда в очередной раз был признан лучшим игроком месяца.

#### «Динамо» Киев

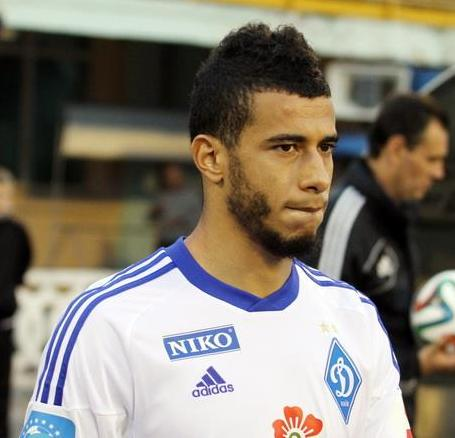
Беланда в составе «Динамо» (Киев)

Сезон 2012/13, как для «Монпелье» (занявший в итоге девятое место), так и для Юнеса вышел неординарным. Игра команды поблекла в первую очередь после того, как распалась связка Беланда — Жиру (перешёл в «Арсенал»). Засобирался покинуть клуб и Беланда. Желающие в виде миланского «Интера», лондонского «Тоттенхэм Хотспурс» и стамбульского «Бешикташа» сделали безуспешные попытки пригласить полузащитника сборной Марокко. 30 июня 2013 года Беланда был представлен в качестве игрока киевского «Динамо». В команде он получил 90 номер, подписав пятилетний контракт.

#### «Шальке 04»
5 января 2016 года стало известно о переходе Юнеса в немецкий «Шальке 04» на правах аренды до конца сезона 2015/16.

#### «Ницца»
31 августа 2016 года перешёл во французский клуб на правах аренды с правом выкупа.

#### «Галатасарай»
30 июня 2017 был оформлен трансфер игрока из «Динамо» в «Галатасарай». Контракт подписан до 2021 года. В марте 2021 года «Галатасарай» расторг контракт с Бельханда в одностороннем порядке из-за высказывания футболиста о состоянии поля на домашнем стадионе клуба «Тюрк Телеком Стэдиум».

### Карьера в сборной
На уровне молодёжных сборных Юнес защищал цвета родной Франции. В 2010 году он был включён в состав сборной для игроков не старше 20-и лет на ежегодный турнир в Тулоне. На турнире Юнес сыграл в 4-х матчах и завоевал с командой бронзовые медали.
Тем не менее, на уровне взрослых сборных Юнес принял решение выступать за сборную Марокко. Сам он назвал это решение выбором его сердца. Уже 17 ноября 2010 года в товарищеском матче со сборной Северной Ирландии Беланда дебютировал за Марокко.
В 2011 году Юнес Беланда участвовал в 4-х матчах отборочного турнира кубка африканских наций, который сборная Марокко завершила на первом месте своей группы. В итоге главный тренер марокканцев Эрик Геретс включил Юнеса в состав сборной, отправляющейся на кубок африканских наций в Габоне и Экваториальной Гвинее. В первых двух матчах с Тунисом и Габоном марокканцы потерпели поражения и лишились всех шансов на выход в четвертьфинал. В последнем матче с Нигером Беланда забил свой первый гол за сборную, который оказался единственным в матче. В итоге, заняв 3-е место в группе, сборная Марокко покинула турнир.

## Достижения

### Командные
«Монпелье»
- Чемпион Франции: 2011/12
- Финалист кубка французской лиги: 2011

«Динамо» (Киев)
- Чемпион Украины: 2014/15
- Обладатель Кубка Украины: 2013/14, 2014/15

«Галатасарай»
- Чемпион Турции: 2017/18

### Личные
- Лучший молодой футболист Франции: 2012
- Символическая сборная Африки по версии КАФ: 2012

## Клубная статистика
| Клуб             | Дивизион                | Сезон            | Чемпионат Франции | Чемпионат Франции | Кубок Франции | Кубок Франции | Кубок французской лиги | Кубок французской лиги | Лига Европы | Лига Европы | Итого | Итого |
| Клуб             | Дивизион                | Сезон            | Игры              | Голы              | Игры          | Голы          | Игры                   | Голы                   | Игры        | Голы        |       |       |
| ---------------- | ----------------------- | ---------------- | ----------------- | ----------------- | ------------- | ------------- | ---------------------- | ---------------------- | ----------- | ----------- | ----- | ----- |
| Монпелье II      | Национальный дивизион 2 | 2007/08          | 1                 | 0                 | 0             | 0             | 0                      | 0                      | 0           | 0           | 1     | 0     |
| Монпелье II      | Национальный дивизион 2 | 2008/09          | 21                | 1                 | 0             | 0             | 0                      | 0                      | 0           | 0           | 21    | 1     |
| Монпелье II      | Итого                   | Итого            | 22                | 1                 | 0             | 0             | 0                      | 0                      | 0           | 0           | 22    | 1     |
| Монпелье         | Лига 1                  | 2009/10          | 33                | 1                 | 0             | 0             | 1                      | 0                      | 0           | 0           | 34    | 1     |
| Монпелье         | Лига 1                  | 2010/11          | 36                | 3                 | 0             | 0             | 4                      | 0                      | 2           | 0           | 42    | 3     |
| Монпелье         | Лига 1                  | 2011/12          | 19                | 6                 | 1             | 1             | 1                      | 0                      | 0           | 0           | 21    | 7     |
| Монпелье         | Итого                   | Итого            | 88                | 10                | 1             | 1             | 6                      | 0                      | 2           | 0           | 97    | 11    |
| Всего за карьеру | Всего за карьеру        | Всего за карьеру | 110               | 11                | 1             | 1             | 6                      | 0                      | 2           | 0           | 119   | 12    |

По состоянию на 12 февраля 2012

## Статистика в сборной
| №  | Дата            | Место проведения | Соперник          | Счёт | Голы | Турнир                       |
| 1  | 17 ноября 2010  | Белфаст          | Северная Ирландия | 1:1  | -    | Товарищеский матч            |
| 2  | 9 февраля 2011  | Марракеш         | Нигер             | 3:0  | -    | Товарищеский матч            |
| 3  | 27 марта 2011   | Аннаба           | Алжир             | 0:1  | -    | Отборочный матч к КАН 2012   |
| 4  | 4 июня 2011     | Марракеш         | Алжир             | 4:0  | -    | Отборочный матч к КАН 2012   |
| 5  | 10 августа 2011 | Дакар            | Сенегал           | 2:0  | -    | Товарищеский матч            |
| 6  | 4 сентября 2011 | Банги            | ЦАР               | 0:0  | -    | Отборочный матч к КАН 2012   |
| 7  | 9 октября 2011  | Марракеш         | Танзания          | 3:1  | -    | Отборочный матч к КАН 2012   |
| 8  | 11 ноября 2011  | Марракеш         | Уганда            | 0:1  | -    | Товарищеский матч            |
| 9  | 13 ноября 2011  | Марракеш         | Камерун           | 1:1  | -    | Товарищеский матч            |
| 10 | 23 января 2012  | Либревиль        | Тунис             | 1:2  | -    | Кубок африканских наций 2012 |
| 11 | 27 января 2012  | Либревиль        | Габон             | 2:3  | -    | Кубок африканских наций 2012 |
| 12 | 31 января 2012  | Либревиль        | Нигер             | 1:0  | 1    | Кубок африканских наций 2012 |

Итого: 12 матчей / 1 гол; 5 побед, 2 ничьих, 5 поражений.
| № | Дата        | Место проведения | Соперник    | Счёт | Голы | Турнир                |
| 1 | 18 мая 2010 | Ницца            | Колумбия    | 2:0  | -    | Тулонский турнир 2010 |
| 2 | 20 мая 2010 | Йер              | Япония      | 4:1  | -    | Тулонский турнир 2010 |
| 3 | 22 мая 2010 | Обань            | Кот-д’Ивуар | 2:1  | -    | Тулонский турнир 2010 |
| 4 | 27 мая 2010 | Тулон            | Чили        | 2:1  | -    | Тулонский турнир 2010 |

Итого: 4 матча; 4 победы.
| Год   | Матчи КАН | Матчи КАН | Отборочные матчи КАН | Отборочные матчи КАН | Товарищеские матчи | Товарищеские матчи | Итого | Итого |
| Год   | Игры      | Голы      | Игры                 | Голы                 | Игры               | Голы               | Игры  | Голы  |
| ----- | --------- | --------- | -------------------- | -------------------- | ------------------ | ------------------ | ----- | ----- |
| 2010  | 0         | 0         | 0                    | 0                    | 1                  | 0                  | 1     | 0     |
| 2011  | 0         | 0         | 4                    | 0                    | 4                  | 0                  | 8     | 0     |
| 2012  | 3         | 1         | 0                    | 0                    | 0                  | 0                  | 3     | 1     |
| Итого | 3         | 1         | 4                    | 0                    | 5                  | 0                  | 12    | 1     |

По состоянию на 12 февраля 2012